# Ashley Evans
Ashley Teresa Evans (* 23. Dezember 1994 in Liberty Township, Ohio) ist eine US-amerikanische Volleyballspielerin.

## Karriere
Evans begann ihre Karriere an der Lakota East High School. Von 2013 bis 2016 studierte sie an der Purdue University und spielte in der Universitätsmannschaft. In der Saison 2018/19 gewann die Zuspielerin mit CV Logroño die spanische Meisterschaft. Danach war sie zunächst in Ungarn bei Békéscsabai RSE aktiv. Im Januar 2020 wechselte sie zum französischen Erstligisten RC Cannes. Mit dem Verein nahm sie auch an der Champions League teil. Anschließend wurde sie vom deutschen Bundesligisten 1. VC Wiesbaden verpflichtet. Nach einer Saison beim französischen Club Terville-Florange OC wechselte sie zur Saison 2022/23 zu den Ladies in Black Aachen und damit zurück nach Deutschland.